# Terpen
Terpenele sau terpenii (cunoscuți și sub denumirea de izoprenoide) reprezintă o grupă de compuși organici, heterogeni din punct de vedere structural, care sunt foarte răspândiți în natură. Structura lor de bază pornește de la structura izoprenului.  Grupa terpenilor cuprind peste 8.000 de terpene și peste 30.000 de substanțe înrudite numite terpenoide. Cele mai multe terpene sunt de origine vegetală și mai rar de origine animală. În natură se pot găsi mai frecvent sub formă de hidrocarbonați, alcooli, glicozide, eteruri, aldehide, cetone, esteri și acizi carboxilici. Grupa terpenelor din punct de vedere biologic nu este cunoscută suficient, terpenele fiind importante pentru obținerea uleiurilor eterice, insecticidelor sub formă de feromoni, substanțelor bactericide și parfumurilor.